# Stedelijk Gymnasium 's-Hertogenbosch (bouwwerk)
Het Stedelijke Gymnasium is een gebouw in de binnenstad van 's-Hertogenbosch aan het Nachtegaalslaantje met uitzicht op de casinotuin. De voormalige school is een rijksmonument.
Het gebouw is een ontwerp van de stadsarchitect J.M. Nabbe. De gevel is van hardsteen gebouwd en is symmetrisch van opzet. Binnen in het gebouw is er een centrale gang, met aan weerszijden van de gang de leslokalen. Aan de linkerkant van het pand is er een monumentaal trappenhuis. Het gebouw is gerealiseerd in 1856, maar 1848 lagen er al tekeningen op tafel om het gebouw te bouwen.
Het pand doet nu dienst als bedrijfsverzamelgebouw.
Het huidige Stedelijk Gymnasium is gelegen aan het Mercatorplein in het Paleiskwartier.